# Universidad de Queensland
 La Universidad de Queensland (en inglés: The University of Queensland) es una institución pública de estudios superiores ubicada principalmente en Brisbane, Queensland, Australia. Fue fundada en 1909 por el Parlamento de Queensland, convirtiéndola en la universidad más antigua del estado de Queensland y una de las más antiguas de Australia.
Su campus principal de St Lucia ocupa gran parte del suburbio de St Lucia, junto al río al suroeste del distrito financiero de Brisbane.
En 2023, la Universidad de Queensland estuvo posicionada como la segunda mejor universidad de Australia y se posiciona entre las mejores 40 universidades del mundo.
En el año 2021, la universidad contaba con más de 56,000 estudiantes y alrededor de 21,000 de ellos son estudiantes internacionales de más de 170 países.

## Campus y centros de investigación
Campuses
La universidad actualmente cuenta con siete campuses: Saint Lucia (campus principal), Brisbane City, Herston, Gatton, Ipswich, PACE campus y UQ Dutton Park campus. 
Centros de investigación
UQ también tiene diversos centros y campus de investigación nacionales e internacionales, dentro de ellos hay clínicas veterinarias, centros kinesiológicos, centros de investigación internacional, centros de estudio e investigación de la Gran Barrera de Coral, centros de minería, colegios de clínica rural, centros de geología, centros de marina, entre varios otros. UQ es dueña de varias islas alrededor de Queensland que son utilizadas con fines de preservación e investigación de flora y fauna marina.
Además, UQ cuenta con establecimientos internacionales, entre las cuales se encuentran la oficina de UQ en Norteamérica (Washington D. C.) y la escuela clínica UQ-Ochsner en Luisiana, Estados Unidos.
Institutos
UQ cuenta con ocho (8) institutos nacionales: 
- Australian Institute for Bioengineering and Nanotechnology (AIBN)
- Global Change Institute (GCI)
- Institute for Molecular Bioscience (IMB)
- Institute for Social Science Research (ISSR)
- Mater Research Institute-UQ (MRI–UQ)
- Queensland Alliance for Agriculture and Food Innovation (QAAFI)
- Queensland Brain Institute (QBI)
- Sustainable Minerals Institute (SMI)

Colegios residenciales
UQ tiene 11 “Colegios residenciales" (Residential Colleges), estos son Cromwell College, Duchesne College, Emmanuel College, Gatton Halls of Residence, Grace College, International House, King's College, St John's College, St Leo's College, Union College y Women's College.
Clubes y Sociedades
UQ cuenta con algunos de los clubes y sociedades estudiantiles más grandes del país y hemisferio sur. Tiene más de 230 sociedades y clubes de todos los tipos, incluyendo deportivos, académicos, políticos, religiosos, extracurriculares, entre muchos más.  
Particularmente, a los estudiantes hispanohablantes les podría interesar sociedades como el UQ Latin American Student Association (Asociación Estudiantil de Latinoamericanos de UQ) o el UQ Chile Association (Asociación de Chile de UQ).
La Unión de la Universidad de Queensland (UQU)
UQU es la unión universitaria más grande del hemisferio sur. UQU está encargada de eventos, servicios legales, servicios médicos, servicios deportivos, alimentación y bienestar de los estudiantes y sociedades (entre muchas otras cosas más).

## Administración
La Universidad de Queensland esta gobernada por dos entidades principales, el Senado de la universidad y el Directorio Académico (creadas por: The University of Queensland Act 1998).
Senado
El Senado está compuesto de 22 miembros de la universidad y de la comunidad. Está dirigido por el Canciller y el Canciller Diputado, quienes son electos por el Senado. El Senado tiene poderes extensos, incluyendo contratar, administrar y controlar la universidad y sus relaciones, administrar propiedades y las finanzas de la universidad. 
Directorio Académico
El Directorio Académico de la universidad es el órgano asesor académico más importante de la universidad (debajo del Senado). Este órgano formula políticas académicas, incluyendo nuevos programas, enseñanza, aprendizaje y evaluación, investigación, promociones, materias académicas estudiantiles, premios y becas. El Directorio está organizado en varios comités, los cuales se encargan de temas individuales. 
El Directorio está compuesto por varios miembros electos, que incluye a cinco (5) representantes estudiantiles, miembros ejecutivos, representantes de profesores y trabajadores, y observantes. Además, cuenta con miembros fijos que son los jefes de cada escuela de estudio. 

## Facultades

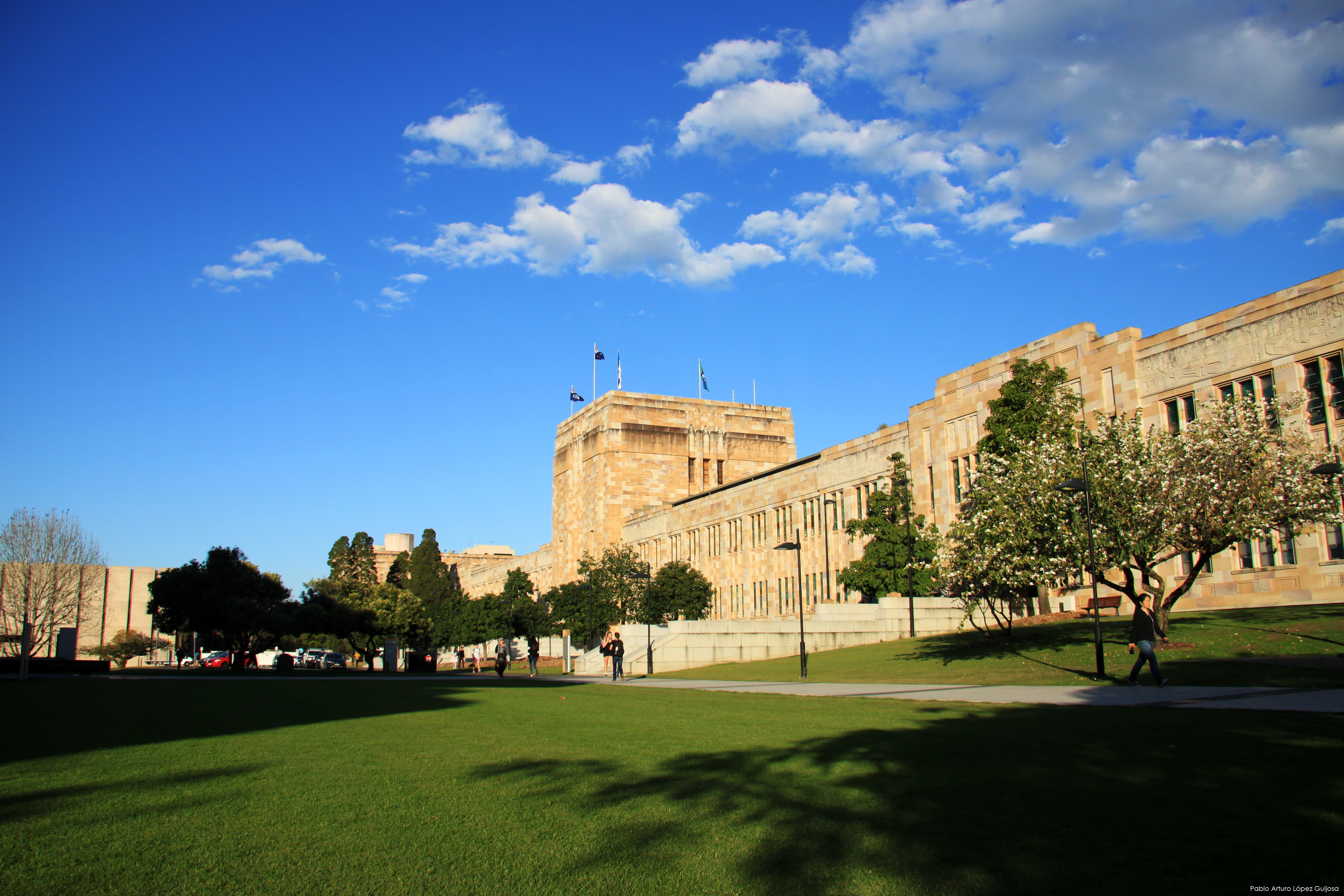
Forgan Smith Building

La Universidad de Queensland cuenta con 6 facultades: Facultad de Negocios, Economía y Derecho (BEL), Facultad de Ingeniería, Arquitectura y Tecnología Informática (EAIT), Facultad de Salud y Ciencias del Comportamiento (HABS), Facultad de Humanidades, Artes y Ciencias Sociales (HASS), Facultad de Medicina y Facultad de Ciencias.

## Perfil académico
| Posicionamiento mundial  | Posicionamiento mundial |
| ------------------------ | ----------------------- |
| U.S. News & World Report | 36                      |
| NTU World                | 33                      |
| URAP World               | 36                      |
| CWTS Leiden              | 37                      |
| ARTU                     | 42                      |
| QS World                 | 43                      |
| THE World                | 53                      |
| Posicionamiento nacional |                         |
| Financial Review         | 1                       |
| ARTU                     | 2                       |
| THE National             | 2=                      |
| ARWU National            | 2                       |
| U.S. News & World Report | 3                       |
| QS National              | 5                       |

### Resumen de posición

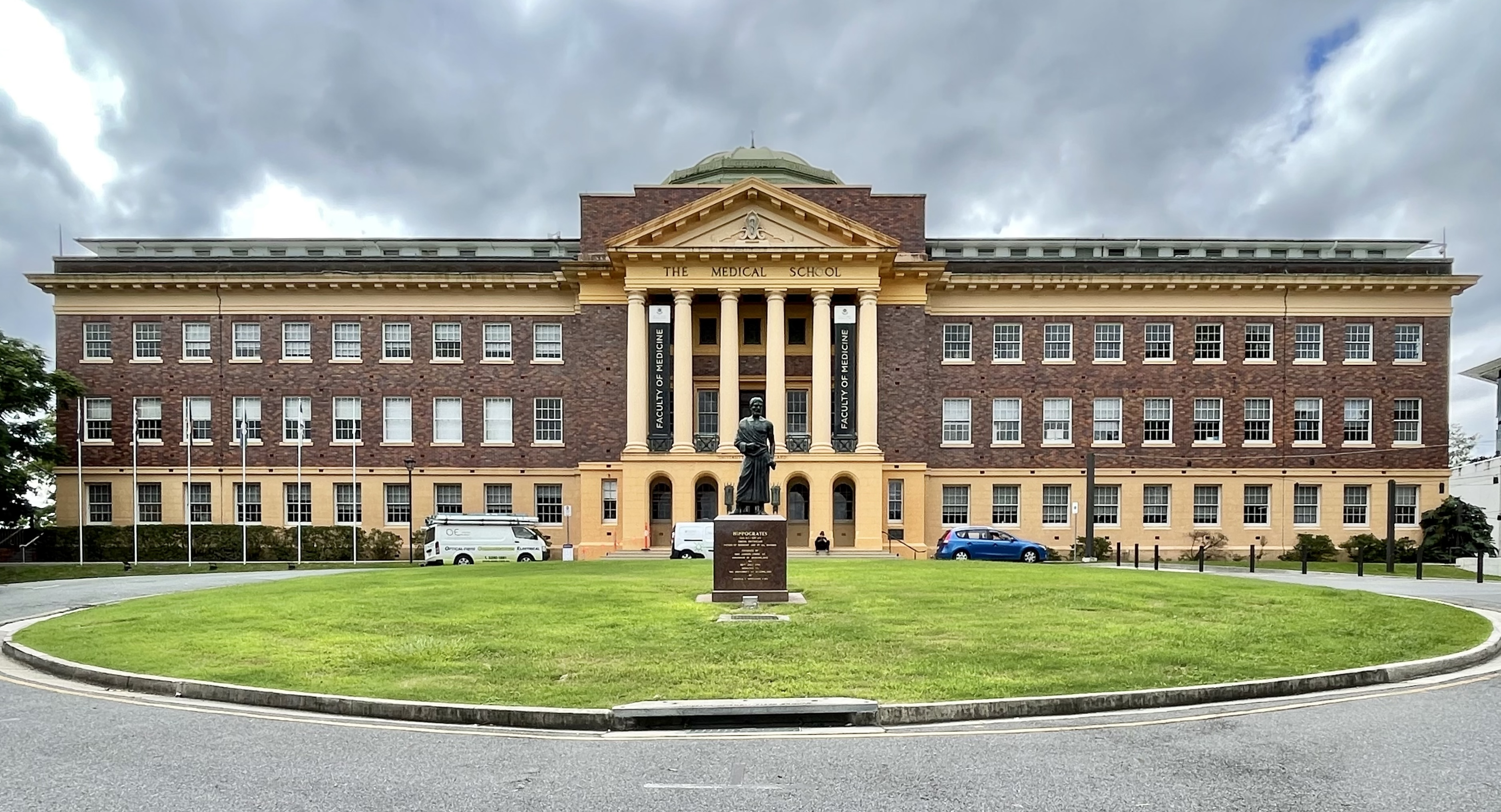
Escuela de Medicina, UQ

La Universidad de Queensland se destaca por ser una de las mejores universidades de Australia y de las mejores universidades del mundo. En el año 2023, en promedio, se encuentra entre las mejores 40 universidades del mundo y es la segunda mejor universidad de Australia.  
Además, el AEN (Clasificación de universidades australianas) y el ERA (Excelencia en investigación para Australia) posicionan a La Universidad de Queensland como la segunda mejor universidad de Australia.
En promedio, La Universidad de Queensland es la segunda mejor universidad de Australia debajo de la Universidad de Melbourne y a veces empatando con la Universidad de Sídney.  

Aparte, UQ es la universidad con más premios en enseñanza en Australia y es la mejor universidad de acuerdo al “Nature Index” (2022).

## Admisiones
La Universidad de Queensland (UQ) es una de las universidades más difíciles para obtener admisión en Australia. Las universidades con mayor exigencia de admisión son las Grupo de las Ocho.

### Nacional (Australia)
Las universidades Australianas utilizan el ATAR (Australian Tertiary Admission Rank) en conjunto con otros requisitos para admitir a estudiantes Australianos a su universidad. El ATAR, combinado con otros requisitos, entregan un "Rango de Selección" (Selection Ranks) que determinan qué estudiantes entran (o no) a la universidad.  

### Internacional
La universidad evalúa a postulantes internacionales a través de tablas de conversión de calificaciones.  

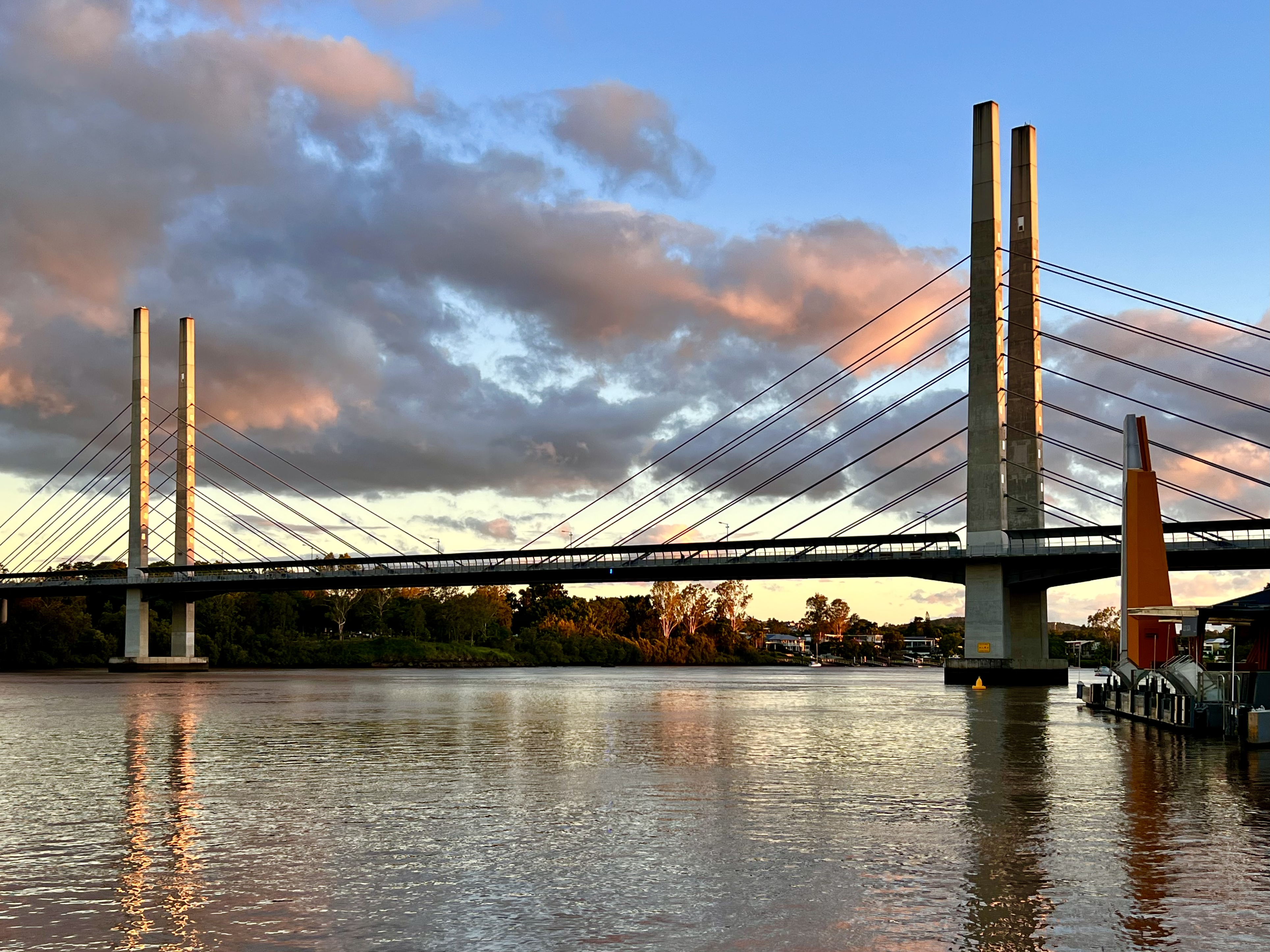
Puente "Eleanor Schonell" de La Universidad de Queensland

Generalmente, si el sistema de calificacions de un país es demasiado distinto al australiano (y la conversión de calificaciones es demasiado difícil), la Universidad pedirá que un alumno tenga resultados de pruebas internacionales como el SAT o ACT (Estados Unidos), Programa de Diploma del Bachillerato Internacional (BI), entre otros. 
Además, si el país de origen no es de habla inglesa, la universidad pedirá que el/la alumno/a haya completado una prueba internacional de inglés, como el TOEFL IBT, TOEFL PB, Pearsons, BE o CES.  

## Grados de estudios

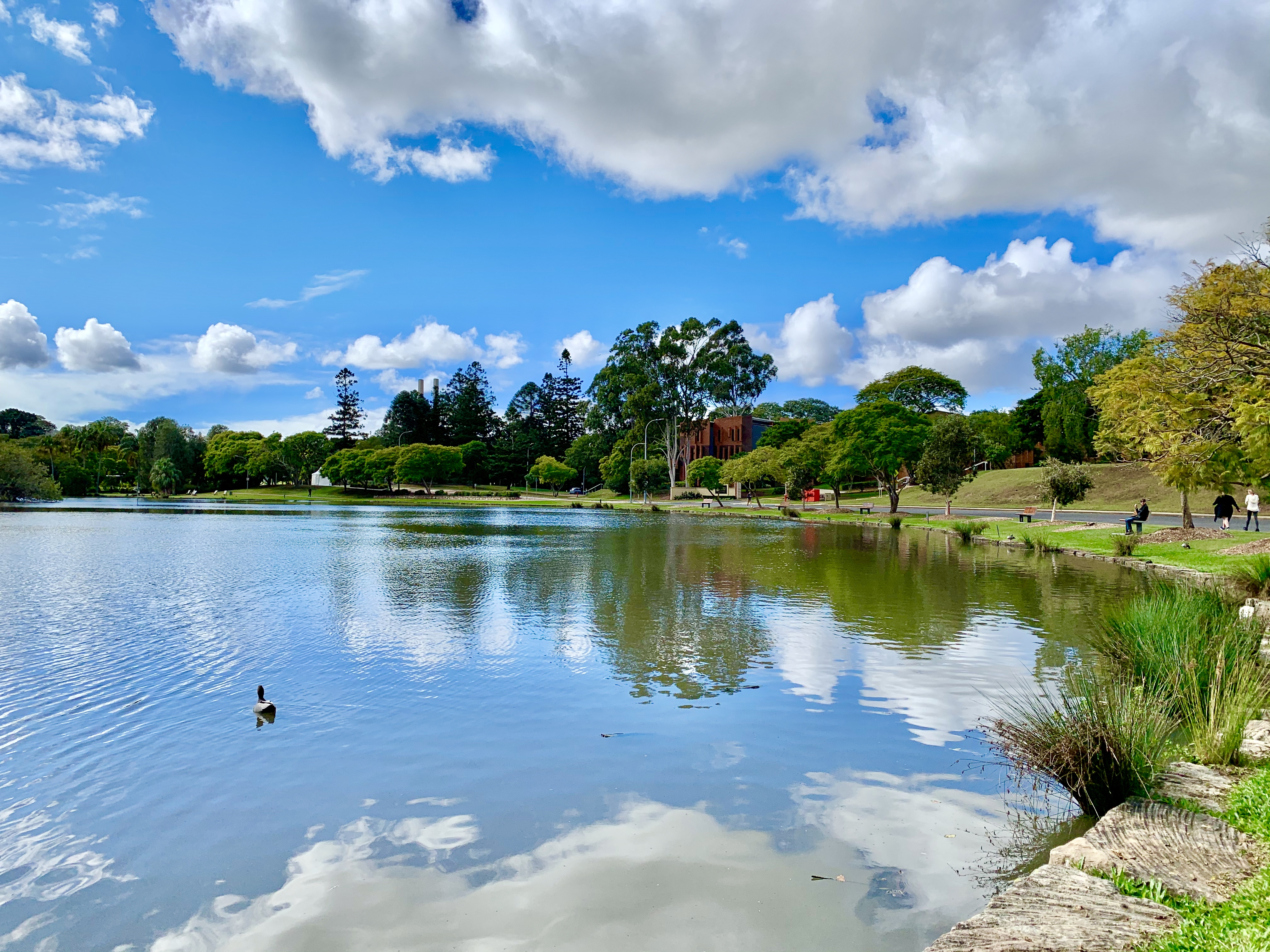
Lagos en La Universidad de Queensland

La Universidad ofrece certificados, diplomas, diplomas avanzados, grados asociados (Associate Degrees), pregrados (Bachelor Degrees), pregrados con honores (Bachelor Honours Degrees), doble pregrados, doble pregrados con honores, certificados postgrado (Graduate Certificates), diplomas postgrado (Graduate Diplomas), magísteres (y todas sus variantes), doctorados y doctorados en letras. 
La Universidad de Queensland (y muchas universidades Australianas, del Reino Unido, Norteamérica, etc.) ofrecen el grado de “Honores” (Honours). Hay dos tipos de Honores en Australia: 
1) Cuando una persona se gradúa de un pregrado, si obtuvo buenas calificaciones, puede postular a un postgrado llamado “honores” que dura 1-2 años. Durante estos años, el estudiante investiga para una tesis o se especializa en algún área. Este grado de honores es considerado equivalente a un magíster.
Ejemplo: un alumno se gradúa del pregrado de “Negocios” (Business). Al terminar su pregrado, el alumno postula a “Negocios (Honores)” (Business (Honours)) que dura 1-2 años y se especializa en algún tópico (por ejemplo: administración, finanzas, economía). Esto sería equivalente a un MBA (Master of Business Administration). 
2) El segundo tipo de “honores” es un pregrado que viene con honores incluidos. Este pregrado se demora más tiempo en completar ya que el pregrado incluye aspectos de especialización e investigación (como en un postgrado). En otras palabras, es un pregrado con aspectos de postgrado incluido. Este tipo de pregrado es considerado el más prestigioso, difícil y avanzado dentro de Australia (y otros países como Canadá, Reino Unido, Nueva Zelanda, EE. UU., etc.) porque es un pregrado más avanzado con características, dificultad y profesores de un postgrado. El puntaje/calificaciones de entrada a pregrados con honores es mayor a del un pregrado normal. 
Ejemplo: un alumno postula al pregrado de “Derecho (Honores)” (Laws (Honours)) que dura 4-5 años. En Australia, varias de las mejores universidades ofrecen derecho con “honores” ya que se requieren habilidades de razonamiento y conocimientos más avanzados que un pregrado normal.

### Grados de estudio con mayor dificultad de entrada

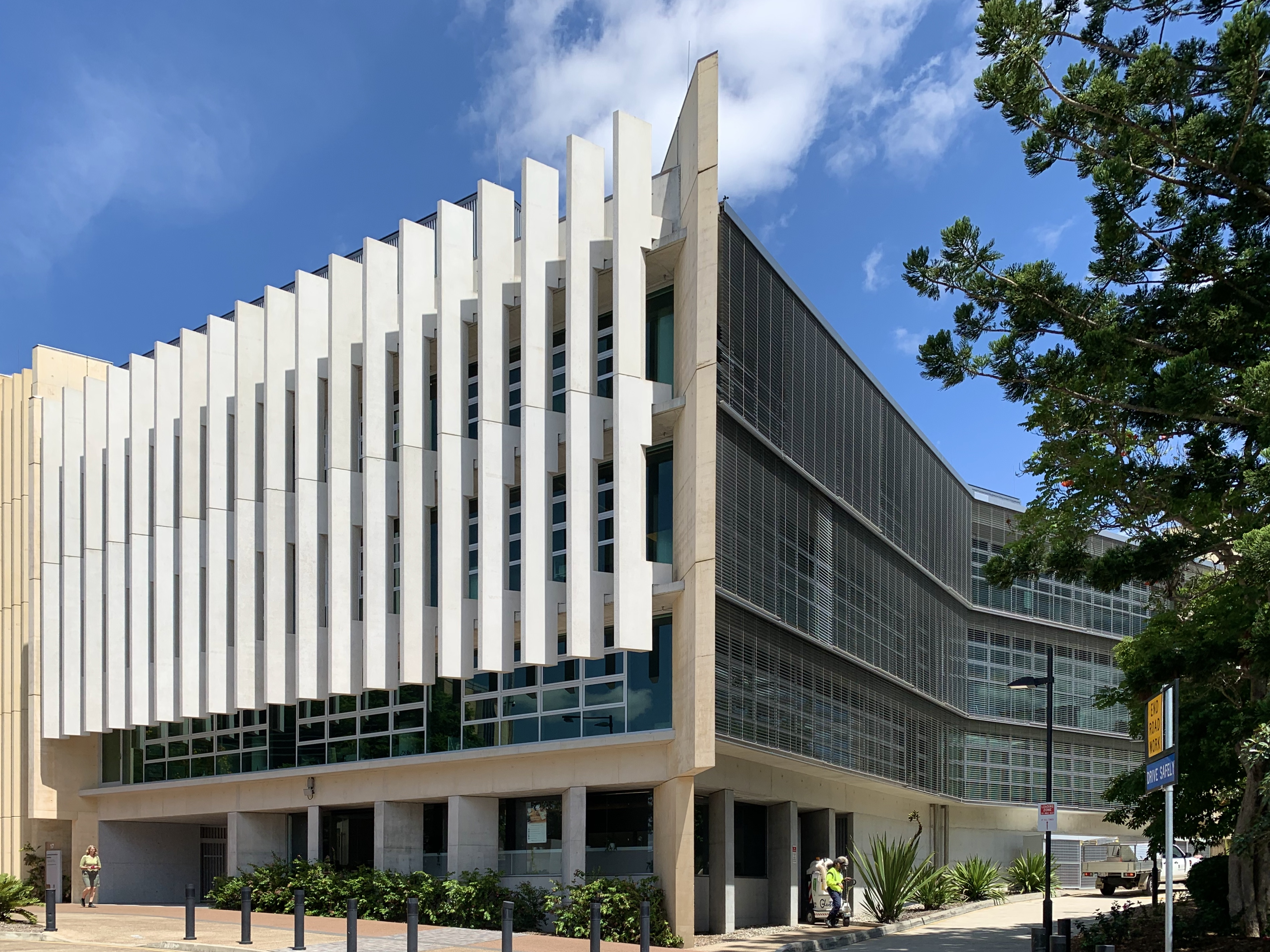
Universidad de Queensland Instituto para la Innovación en la Enseñanza y el Aprendizaje

Los grados de estudios universitarios singulares* más exigentes (académicamente) en la Universidad de Queensland para obtener admisión, son los grados de estudios de: Finanzas y Economía Avanzada (Honores) (Advanced Finance and Economics (Honours)) que pide un ATAR de 99, después vendría Derecho (Honores) (Laws (Honours)) que pide un ATAR de 98.
Los grados de estudios universitarios dobles* más exigentes (académicamente) en la Universidad de Queensland para obtener admisión son todos los grados de estudio dobles combinados con Derecho (Honores) (Laws (Honours)) que piden un ATAR de 98 (por ejemplo: Artes / Derecho (Hon) o Economía / Derecho (Hon)). Después vendrían los pregrados dobles combinados con Ciencia computacional (Cumputer Science) que piden un ATAR de 97 (por ejemplo: Ciencia computacional / Magíster en seguridad cibernética).
Medicina y Veterinaria no están incluidas en la lista porque estas carreras requieren prerrequisitos especiales para su admisión (por ejemplo, medicina solo se ofrece como postgrado; "Doctor en Medicina" {Doctor of Medicine}).

## Afiliaciones

### Afiliaciones con organizaciones
La Universidad de Queensland tiene convenios universitarios y de investigación con 430 instuticiones globales. También es uno de los tres miembros australianos del grupo internacional Universitas 21, conforma parte de las seis “universidades de arenisca” (Sandstone universities), es parte de la Asociación de Universidades de la Cuenca del Pacífico, es miembro de "Universidades Australia" y es una de las universidades líder (y creadoras) del prestigioso "Grupo de las ocho” (Group of Eight, Go8). 
El Grupo de las ocho son las ocho universidades australianas más grandes, antiguas, prestigiosas y de mayor nivel de excelencia en investigación y académica. Estas instituciones están situadas en el 1% superior mundial de universidades y están en promedio entre las mejores 100 universidades del mundo.
La Universidad de Queensland es uno de los fundadores y miembro de edX (la organización líder mundial, sin fines de lucro, de cursos en línea o MOOC).
Aparte, UQ ha creado más de 200 negocios y tiene afiliaciones con cientos de organizaciones nacionales y multinacionales.

### Afiliaciones con universidades internacionales
La Universidad de Queensland está afiliada con varias de las mejores universidades del mundo. A continuación, se mencionarán solo algunas afiliaciones universitarias, ya que La Universidad de Queensland tiene cientos de afiliaciones.
UQ está afiliada con 38 universidades en USA como Harvard, Universidad de Pensilvania, Universidad de California (UCLA, UC Berkley, San diago, etc), Stanford, Yale, Princeton, NYU, Northwestern, Duke, etc.
UQ está asociada con todas las mejores universidades de Canadá (McGill, Toronto, Alberta, Montreal, British Columba, etc), Oceanía (Auckland) y Asia (Hong Kong, Corea, Peking, Fudan, NTU, NUS, Taiwán, Tokio, SNU, etc).
UQ está afiliada con 17 de las mejores universidades del Reino Unido como UCL, Imperial College London, Oxford, Cambridge, LSE, Queen Mary, Universidad de London, Birmingham, Mánchester, Leeds, etc. 
UQ también está afiliada con varias de las mejores universidades en Europa (excluyendo el Reino Unido) como Sciences Po, Politécnico de Milano, Bocconi, Lomonosov Moscow State University, TUM, Humboldt, LMU Múnich, Zúrich, KTH, Lund, Oslo, Ámsterdam, Delft Uni of tech, etc. 
Finalmente, UQ está afiliada con algunas de las mejores universidades en Latinoamérica como PUCC, Uni de Lima y tech de Monterrey.